# 1579
| [ Edytuj tabelę ]              | |
| Król Polski                    | - 1575 Anna Jagiellonka 1587 - 1575 Stefan Batory 1586                                                                                           |
| Współksiążęta Andory           | - 1578 Miquel Jeroni Morell 1579 - 1572 Henryk IV Burbon 1610                                                                                    |
| Król Anglii                    | - 1558 Elżbieta I 1603 |
| Elektor Brandenburgii          | - 1571 Jan Jerzy 1598 |
| Książę Bawarii                 | - 1550 Albrecht V 1579 - 1579 Wilhelm V 1597 |
| Sułtan Brunei                  | - 1575 Saiful Rijal 1600 |
| Cesarz Chin                    | - 1572 Wanli 1620 |
| Król Czech                     | - 1576 Rudolf II Habsburg 1611 |
| Król Danii                     | - 1559 Fryderyk II 1588 |
| Dalajlama                      | - 1543 Sonam Gjaco 1588 |
| Cesarz Etiopii                 | - 1563 Sertse Dyngyl 1597 |
| Król Francji                   | - 1574 Henryk Walezy 1589 |
| Król Hiszpanii                 | - 1556 Filip II 1598 |
| Landgraf Hesji-Kassel          | - 1567 Wilhelm IV Mądry 1592 |
| Stadhouder Holandii            | - 1574 Wilhelm Orański 1584 |
| Szach Iranu                    | - 1577 Mohammad Chodabande 1587 |
| Państwo Wielkich Mogołów       | - 1556 Akbar 1605 |
| Cesarz Japonii                 | - 1557 Ōgimachi 1586 |
| Kalif                          | - 1574 Murad III 1595 |
| Patriarcha Konstantynopola     | - 1572 Jeremiasz II Tranos 1579 - 1579 Metrofan III 1580                                                                                         |
| Władca Korei                   | - 1567 Sŏnjo 1608 |
| Książę Kurlandii i Semigalii   | - 1561 Gotthard Kettler 1587 |
| Sułtan Maroka                  | - 1578 Ahmad al-Mansur 1603 |
| Senior Monako                  | - 1532 Honoriusz I 1581 |
| Król Nawarry                   | - 1572 Henryk III 1610 |
| Król Norwegii                  | - 1559 Fryderyk II 1588 |
| Sułtan Omanu                   | - 1560 Abd Allah ibn Muhammad 1624 |
| Elektor Palatynatu             | - 1576 Ludwik VI 1583 |
| Papież                         | - 1572 Grzegorz XIII 1585 |
| Książę Parmy i Piacenzy        | - 1556 Oktawiusz Farnese 1586 |
| Król Portugalii                | - 1578 Henryk I 1580 |
| Książę w Prusach               | - 1568 Albrecht Fryderyk 1618 - 1578 Jerzy Fryderyk (regent) 1603                                                                                |
| Car Rosji                      | - 1547 Iwan IV Groźny 1584 |
| Cesarz Rzymski (niemiecki)     | - 1576 Rudolf II Habsburg 1612 |
| Kapitanowie Regenci San Marino | - 1578 Liberio Gabrielli Ascanio Belluzzi 1579 - 1579 Girolamo Giannini Benedetto di Bianco 1579 - 1579 Lodovico Belluzzi Giovanni Calcigni 1580 |
| Elektor Saksonii               | - 1553 August Wettyn 1586 |
| Król Szkocji                   | - 1567 Jakub VI 1625 |
| Król Szwecji                   | - 1569 Jan III Waza 1592 |
| Król Tajlandii                 | - 1569 Maha Thammaracha Thirat 1590 |
| Sułtan Turków                  | - 1574 Murad III 1595 |
| Doża Wenecji                   | - 1578 Nicolò da Ponte 1585 |
| Król Węgier                    | - 1576 Rudolf II 1608 |

Rok 1579 / MDLXXIX
stulecia: XV wiek ~
XVI wiek ~
XVII wiek

lata: 1569 «
1574 «
1575 «
1576 «
1577 «
1578 «
1579
» 1580
» 1581
» 1582
» 1583
» 1584
» 1589

## Wydarzenia w Polsce
- 3 marca – zdobycie przez Krzysztofa "Pioruna" Radziwiłła zamku Kierepeć w Kirumpää)[1]
- 1 kwietnia – król Stefan Batory założył Uniwersytet Wileński.
- 26 czerwca – król Stefan Batory wypowiedział Rosji wojnę.
- 4 sierpnia – książę Kurlandii Gotthard Kettler złożył w Dziśnie hołd lenny Batoremu
- 5 sierpnia – w Dziśnie król Batory przeprowadził przegląd wojsk
- 11 sierpnia – wojna polsko-rosyjska: król Stefan Batory rozpoczął oblężenie twierdzy połockiej.
- 30 sierpnia – wojna polsko-rosyjska: prowadzący z Rosją wojnę Stefan Batory zdobył Połock.
- 4 września – wojska Stefana Batorego zdobył moskiewski zamek Turowla nad rzeką Dźwina
- 11 września – wojska Stefana Batorego zdobył moskiewski zamek Sokół nad Dryssą
- 6 października – wojska Stefana Batorego zdobył moskiewski zamek Susza na jeziorze Susza
- 13 października – wojska Stefana Batorego zdobył moskiewski zamek Nieszczarda u źródeł Połoty
- 21 października – zwycięstwo wojsk polsko-szwedzkich nad moskiewskimi w bitwie pod Kiesią w Inflantach
- 23 listopada – w Warszawie rozpoczął obrady sejm zwyczajny[2].

- Do Krakowa przybyli pierwsi jezuici – dwaj Włosi. Założyli placówkę misyjną. Zatrzymali się przy parafii św. Szczepana.

## Wydarzenia na świecie
- 6 stycznia:
  - założono unię utrechcką w Utrechcie przez północne prowincje Niderlandów pod hasłem wolności religijnej i walki z Hiszpanami.
  - południowe prowincje Niderlandów podpisały traktat arraski.
- 23 stycznia – północne prowincje Niderlandów podpisały unię utrechcką.
- Marzec – Hiszpanie zdobyli Maastricht.
- 17 czerwca – sir Francis Drake podczas wyprawy dookoła świata wylądował na wybrzeżu dzisiejszej Kalifornii, roszcząc prawa do tych ziem w imieniu Elżbiety I Tudor królowej Anglii.

## Urodzili się
- 2 stycznia – Valentin Thilo (Starszy), niemiecki duchowny luterański i poeta religijny (zm. 1620)
- 19 marca – Jadwiga Maria pomorska, księżniczka wołogoska, córka Ernesta Ludwika z dynastii Gryfitów (zm. 1606)
- 24 marca – Tirso de Molina, hiszpański dramaturg i poeta, autor pierwszej wersji historii o Don Juanie (zm. 1648)
- 10 kwietnia – August II Brunswick-Lüneburg, książę Brunszwiku (zm. 1666)
- 2 maja – Hidetada Tokugawa, drugi siogun z rodu Tokugawa (zm. 1632)
- 22 lipca – Janusz Radziwiłł, książę Świętego Cesarstwa Rzymskiego Narodu Niemieckiego, przedstawiciel kalwińskiej linii Radziwiłłów (zm. 1620)
- 17 października – Paweł Piasecki, kanonik poznański, warszawski, lubelski(zm. 1649)
- październik – Rafał Leszczyński (wojewoda bełski), kasztelan wiślicki(zm. 1636)
- 11 listopada – Frans Snyders, flamandzki malarz barokowy, animalista(zm. 1657)
- 9 grudnia – Marcin de Porrès, święty Kościoła katolickiego, peruwiański dominikanin(zm. 1639)
- 20 grudnia – John Fletcher, angielski pisarz, autor wielu sztuk w okresie panowania Jakuba I(zm. 1625)

- data dzienna nieznana: 
  - Trophime Bigot, francuski malarz okresu baroku, caravaggionista (zm. 1650)
  - Germana Cousin, francuska święta (zm. 1601)
  - Gil Carrillo de Albornoz, hiszpański duchowny katolicki i polityk (zm. 1649)
  - Domingo de Chimalpahin, meksykański historyk nowożytny, autor Kodeksu Chimalpahin (zm. 1660)
  - Tirso de Molina, hiszpański dramaturg i poeta, autor pierwszej wersji historii o Don Juanie (ur. ok. 1579; zm. 1648)
  - Roch González de Santa Cruz, jezuita, męczennik, święty katolicki (zm. 1628)
  - Jom Tow Heller, talmudysta, rabin kazimierskiej gminy żydowskiej (zm. 1654)
  - Jens Munk, duński żeglarz i odkrywca (zm. 1628)
  - Jan Ogilvie, święty katolicki, szkocki jezuita (zm. 1615)
  - Stanisław Rewera Potocki, polski hetman wielki koronny od 1654, hetman polny koronny od 1652, wojewoda krakowski (zm. 1667)
  - Carlo Saraceni, włoski malarz okresu baroku, caravaggionista (zm. 1620)
  - Jan Magnus Tęczyński, wojewoda krakowski od 1620 r., cześnik krakowski w 1618 r, starosta płocki (zm. 1637)

## Zmarli
- 5 sierpnia – Stanisław Hozjusz, humanista, kardynał, przywódca polskiej kontrreformacji (ur. 1504)
- 13 sierpnia:
  - Patryk O’Healy, irlandzki franciszkanin, biskup, męczennik, błogosławiony katolicki (ur. ok. 1540)
  - (prawdopodobnie) Konrad O’Rourke, irlandzki franciszkanin, męczennik, błogosławiony katolicki (ur. ok. 1542)
- 4 listopada – Wacław III Adam, książę cieszyński (ur. 1524)

- data dzienna nieznana: 
  - Urszula Kochanowska, córka Jana Kochanowskiego (ur. 1575 lub 1576)